# Brno Alligators
Brno Alligators je brněnský tým amerického fotbalu hrající druhou nejvyšší soutěž v Česku. Klubovými barvami jsou zelená a bílá.
Domácí zápasy hraje na stadionu RC Bystrc. Trénink mužstva bývá v areálu TJ Tatran Bohunice. Od roku 2005 hraje juniorský tým Alligators také Českou juniorskou ligu amerického fotbalu. Po dvou neúspěšných sezónách se rozhodli Alligators nepodat přihlášku do nejvyšší české soutěže. Jmenovitě to byla sezona 2014, kdy Alligators, přivedli do teamu amerického QB Ferniho Garzu, od kterého se očekávalo mnoho. V roce 2012 přivedl totiž Prague Black Hawks(současné Black Panthers) až do finále, kde nakonec zvítězili. Bohužel ani Garza nepomohl Alligators postoupit do semifinále a ti skončili předposlední s dvěma výhrami. Dvě výhry team získal nad celkem Pardubice Stallions, kteří v té době hráli, jako jediný team bez jakékoliv akvizice. V sezóně 2015 se krokodýlům znovu nedařilo v nejvyšší české soutěže, kde nebyli schopni získat ani jedinou výhru. Nutno podotknout že Alligators byli tentokrát bez svého amerického QB, který našel uplatnění v Bratislavě Monarchs, a potýkali se také s vysokými počty zranění na klíčových postech. 

## Historie
Klub byl založen v roce 1991, převážně studenty Fakulty strojní Vysokého učení technického v Brně a od tohoto roku začal rozvíjet svoji sportovní činnost na tehdejší katedře FS VUT Brno. V roce 1994 se účastnil prvního ročníku ČLAF, společně s týmy Prague Panthers, Prague Lions a Ostrava Cobras. V roce 1997 v semifinále ligy prohráli aligátoři s Panthers 34:35, když v zápase vedli 34:8. V roce 2001 se tým dostal poprvé do finále České ligy, které však prohráli s Prague Panthers 13:35. Stejná sestava finále se zopakovala i o rok později, kde opět vítězí Panthers, tentokráte 14:52.
V základní části sezóny 2010 se umístil na 4. místě s bilancí 3-3 a skóre 154:162. V playoff pak podlehl Prague Panthers na jejich hřišti 0:38.

## Úspěchy týmu
- 2× finále ČLAF (2001,2002)
- 2. místo Rednecks Bowl 2009
- Vítěz Bronze Bowl IV (2016)
- Vítěz Silver Bowl XII (2017)